# المتحف الروسي

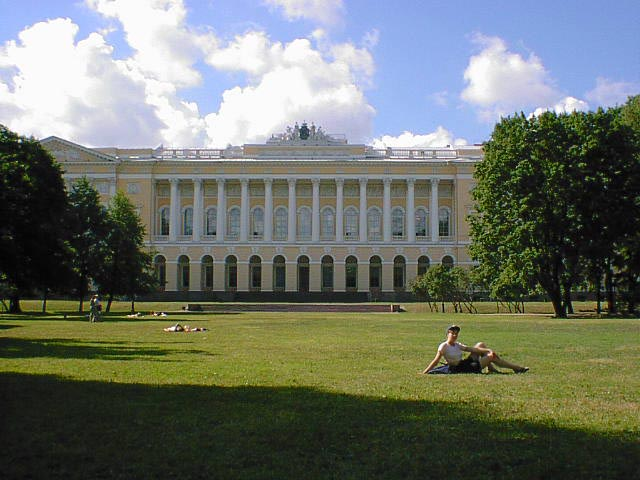
قصر ميخايلوفسكي

المتحف الروسي (بالروسية: Государственный Русский музей) أو متحف الدولة الروسي سابقا عرف باسم «متحف صاحب الجلالة الامبراطورية ألكسندر الثالث». وفي وقت سابق كان يعرف «بقصر الينا بافالوفانا من ووتمبيرغ».

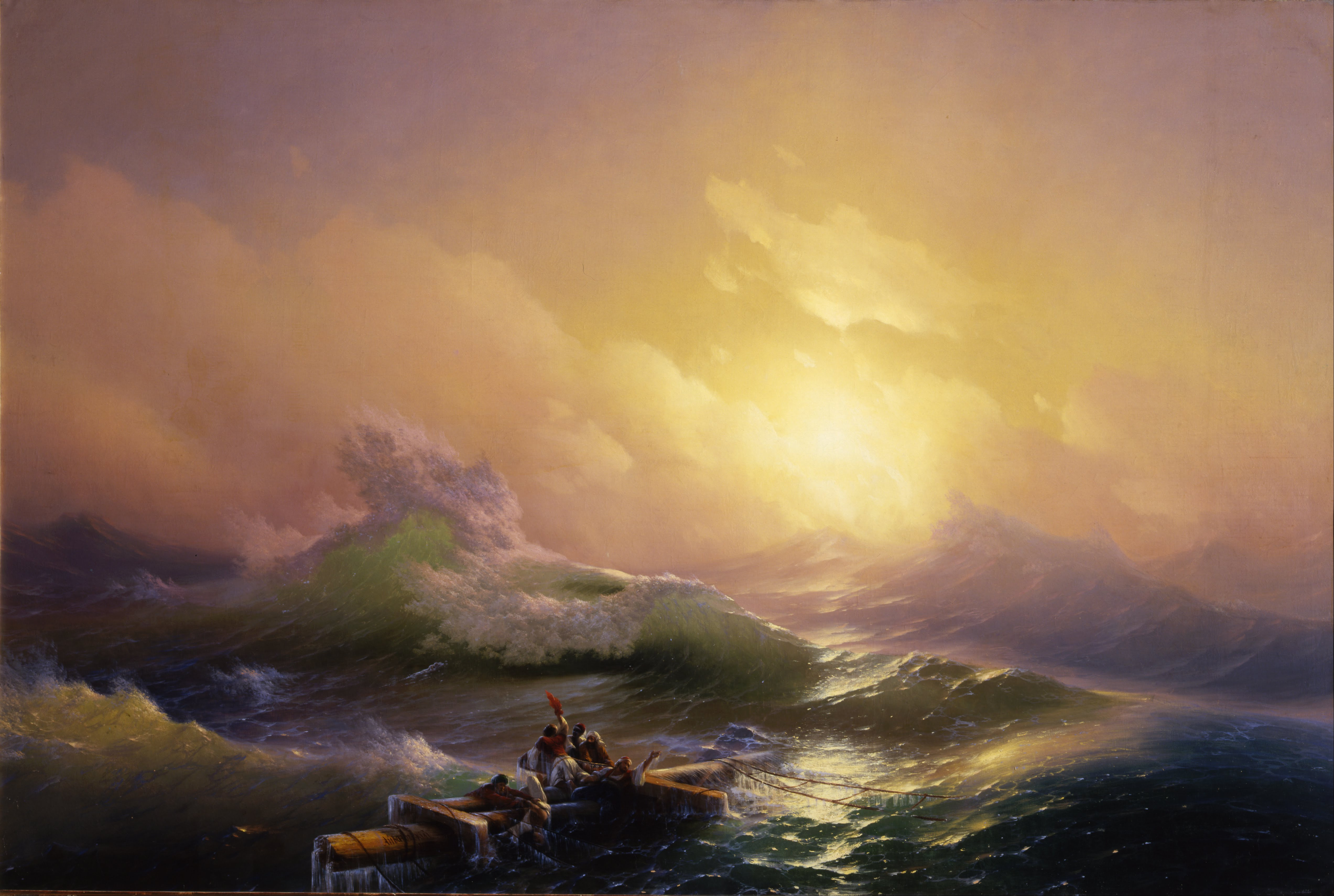
الموجة التاسعة بريشة الرسام البحري إيفان إيفازوفسكي عام 1850. المتحف الروسي في سانت بطرسبرغ

يحوي القصر أكبر ودائع الفن الرفيع في مدينة سانت بطرسبرغ ثاني أكبر مدن روسيا والعاصمة الامبراطورية السابقة.

اليوم الأخير في بومبي بريشة كارل بريولوف. المتحف الروسي في سانت بطرسبرغ

تم إنشاء المتحف في 13 أبريل 1895 تكريما من نيقولا الثاني لاسم والده ألكسندر الثالث. حيث كانت مجموعته الأصلية قد اخذت من متحف الأرميتاج وقصر ألكسندر والأكاديمية المبراطورية للفنون. بعد الثورة الروسية في 1917 تم تأميم العديد من الأعمال الخاصة وتغيير مواقعها من بينها لوحة الفنان الروسي الشهير كازمير ماليفيتش «المربع الأسود».
المبنى الرئيسي في المتحف هو قصر ميخايلوفسكي يحوي مقتنيات للدوق ميكايل من روسيا.

## وصلات خارجية
- الموقع الرسمي للمتحف